# Amt Aplerbeck
| Amt in Preußen     | Amt in Preußen                         |
| ------------------ | -------------------------------------- |
| Name               | Aplerbeck                              |
| Bestandszeitraum   | 1843–1929                              |
| Provinz            | Westfalen                              |
| Regierungsbezirk   | Arnsberg                               |
| Landkreis          | Dortmund (1843–1887) Hörde (1887–1929) |
| Fläche             | 48,02 km² (1910)                       |
| Einwohner          | 35.211 (1910)                          |
| Bevölkerungsdichte | 733 Einw./km² (1910)                   |
| Gemeinden          | 13 (1843–1874) 7 (1874–1929)           |

Das Amt Aplerbeck war von 1843 bis 1929 ein Amt im Landkreis Dortmund und im Landkreis Hörde in der preußischen Provinz Westfalen. Das Gebiet des ehemaligen Amtes gehört heute zur Stadt Dortmund und zur Gemeinde Holzwickede.

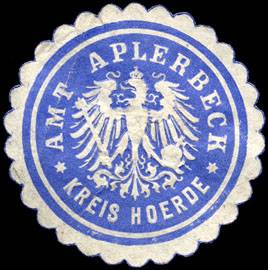
Siegelmarke Amt Aplerbeck

## Geschichte
Im Rahmen der Einführung der Landgemeindeordnung für die Provinz Westfalen wurde 1843 im Kreis Dortmund aus der Bürgermeisterei Aplerbeck das Amt Aplerbeck gebildet. Die Bürgermeisterei Aplerbeck war in der Franzosenzeit im Kanton Unna des Großherzogtums Berg eingerichtet worden. 1845 wechselte auch noch die Gemeinde Schüren aus dem Amt Hörde in das Amt Aplerbeck, das seitdem 13 Gemeinden umfasste:
- Aplerbeck
- Asseln
- Berghofen
- Courl (seit 1915 Kurl)
- Grevel
- Hengsen
- Holzwickede
- Husen
- Lanstrop
- Opherdicke
- Schüren
- Sölde
- Wickede

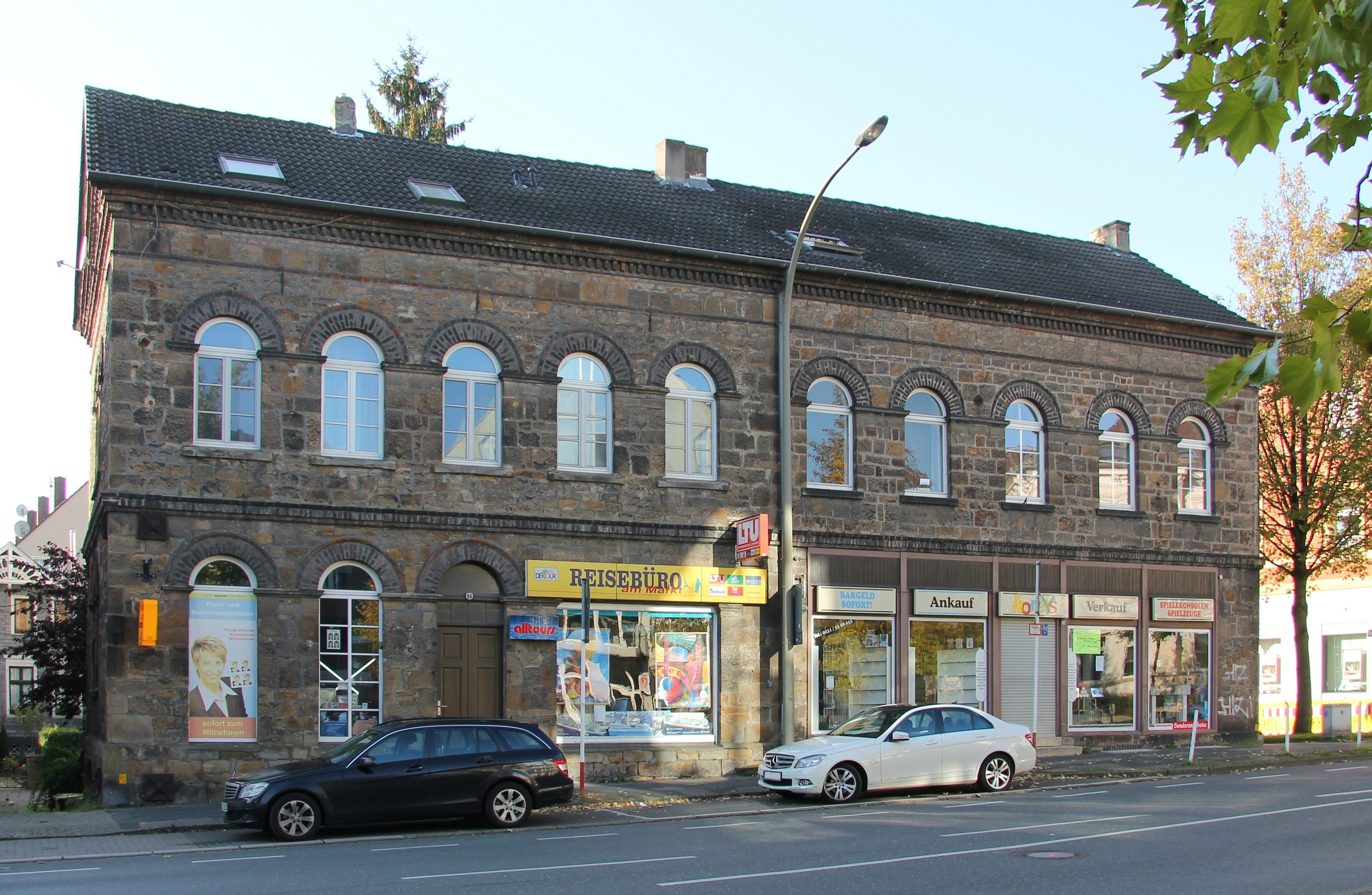
Altes Amtshaus

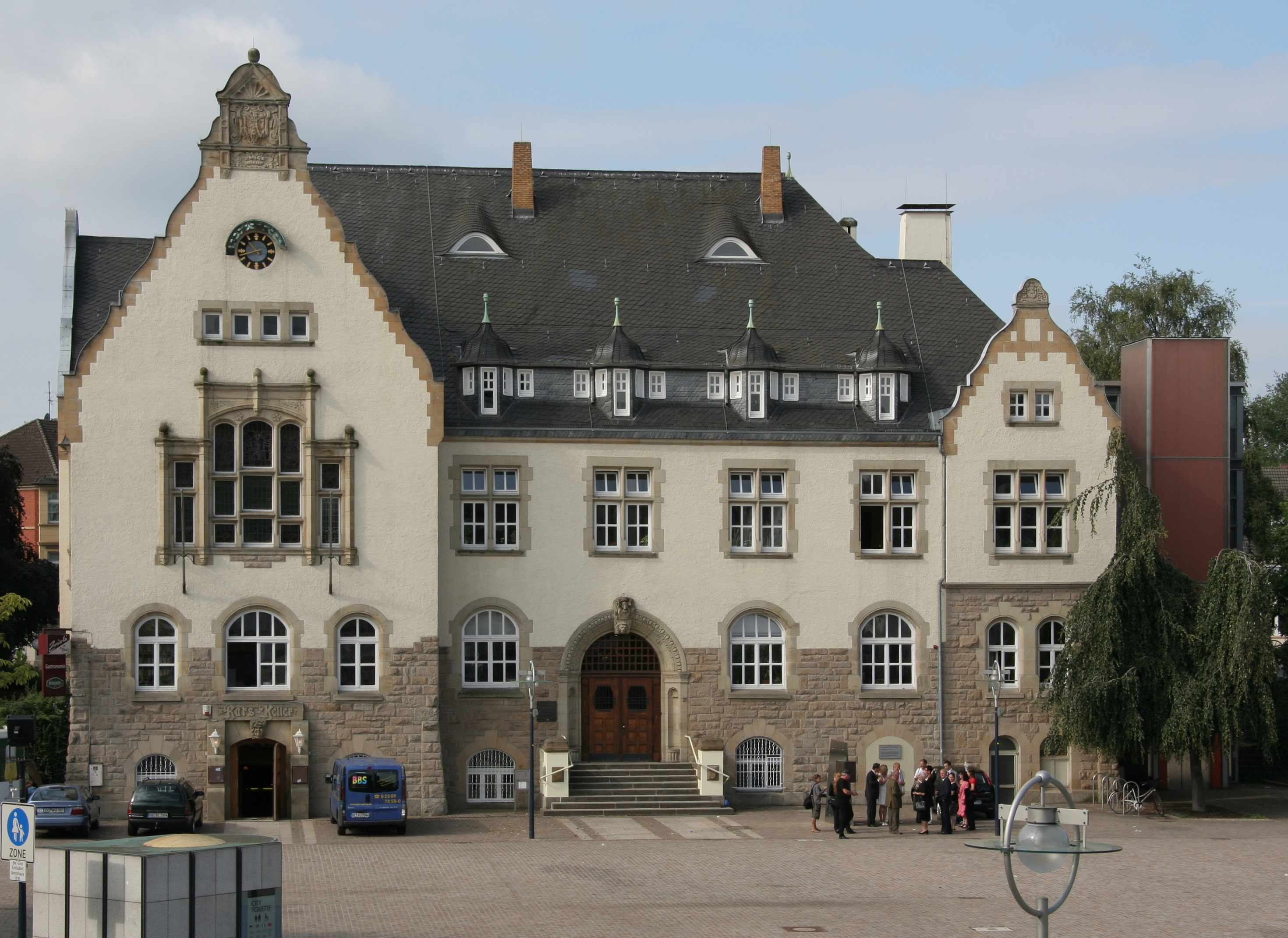
Neues Amtshaus

Ein erstes Amtshaus für das Amt wurde in den 1850er Jahren in der heutigen Schüruferstraße errichtet.
Am 19. Juni 1874 wechselten die Gemeinden Asseln, Courl, Grevel, Husen, Lanstrop und Wickede in das neue Amt Brackel.
Das Amt Aplerbeck kam am 1. April 1887 zum neuen Kreis Hörde, der wegen des starken Bevölkerungswachstums im Ruhrgebiet vom Kreis Dortmund abgetrennt wurde.
1907 wurde am Aplerbecker Marktplatz ein neues Amtshaus errichtet. Das Gebäude ist heute Sitz der Bezirksverwaltung des Dortmunder Stadtbezirks Aplerbeck.
Am 1. August 1929 wurden der Landkreis Hörde und das Amt Aplerbeck durch das Gesetz über die kommunale Neugliederung des rheinisch-westfälischen Industriegebiets aufgelöst. Aplerbeck, Berghofen, Schüren und der größte Teil von Sölde wurden nach Dortmund eingemeindet. Hengsen, Opherdicke und die um einen Teil Söldes vergrößerte Gemeinde Holzwickede wurden in den Landkreis Hamm (ab 1930 Kreis Unna) eingegliedert.

## Einwohnerentwicklung
| Jahr | Einwohner | Quelle |
| ---- | --------- | ------ |
| 1839 | 06.049    | [ 6 ]  |
| 1859 | 11.993    | [ 7 ]  |
| 1871 | 18.616    | [ 8 ]  |
|      |           |        |
| 1885 | 17.874    | [ 9 ]  |
| 1895 | 23.395    | [ 10 ] |
| 1910 | 35.211    | [ 11 ] |

Das Amt wurde 1874 verkleinert.